# شكربس (أملش الشمالي)
شکربس (بالفارسية: شکرپس) هي قرية تقع في إيران في قسم أملش الشمالی الريفي. يقدر عدد سكانها بـ 100 نسمة بحسب إحصاء 2016.